# جون سبنسر (لاعب سنوكر)
جون سبنسر (بالإنجليزية: John Spencer)‏ (18 سبتمبر 1935 - 11 يوليو 2006) كان لاعب سنوكر إنجليزيًّا محترفًا. ولقد فاز ببطولة العالم للسنوكر 3 مرات في الأعوام 1969 - 1971 - 1977.

## وفاته
توفي في يوم 11 يوليو 2006 في مدينة لوتن في مقاطعة لانكشر في إنجلترا بعد معاناة مع مرض سرطان المعدة عن عمر يناهز 70 عام.

## روابط خارجية
- جون سبنسر على موقع CueTracker.net (الإنجليزية)
- جون سبنسر على موقع بطولة العالم للسنوكر (الإنجليزية)